# X Games
Los X Games son un evento anual de deportes extremos organizado, producido y transmitido por el grupo mediático de deportes estadounidense  ESPN y por ABC. Reúne a profesionales de diversas disciplinas de todo el mundo. Los participantes compiten para ganar las medallas de oro, plata y bronce, además de premios en dinero.
La competencia a menudo presenta nuevos trucos como el 900 de Tony Hawk en skate, el Double McTwist 1260 de Shaun White en snowboard, el Double Backflip de Travis Pastrana en motocross freestyle, el primer frontflip en moto de nieve de Heath Frisby, la primera variante de cuerpo de Chuck Carothers en Moto X Best Trick, el primer rodeo triple de cambio de Gus Kenworthy en una competencia de esquí freestyle y el primer corcho triple aterrizado de Torstein Horgmo en una competencia de snowboard. Simultáneamente con la competencia está el festival deportivo y musical "X Fest", que ofrece música en vivo, sesiones de autógrafos de atletas y elementos interactivos.
Los X Games ganaron exposición en los medios debido a sus patrocinadores de renombre, atletas de primer nivel y una asistencia constante de fanáticos. Como explica el Journal of Sport Management (2006), la Generación X y la Generación Y son los dos grupos demográficos más valorados por los especialistas en marketing. Esto crea un enfoque amplio sobre el marketing hacia ese grupo demográfico determinado, razón por la cual el marketing y la perspectiva económica de los X Games son tan de interés. Según un informe de 2008 de ESPN, en 1997, el año inaugural de los X Games de invierno, 38.000 espectadores asistieron al evento de cuatro días. En 1998, la asistencia se redujo a 25.000 espectadores. Pero solo dos años después, una asistencia récord de 83.500 personas asistieron al debut de los X Games de invierno. Los X Games y los X Games de invierno continúan creciendo con la popularidad de los deportes de acción y los atletas que compiten en ellos.
Como parte de los X Games, ha habido actuaciones de varias bandas de rock a lo largo de los años, así como un DJ presente en todos los eventos. Los X Games se han propuesto desde su fundación organizar un evento ecológico. Tales medidas incluyen el uso de combustible biodiésel en sus vehículos y la organización de campañas de reciclaje.
Los X Games nunca han realizado pruebas de drogas a los competidores, posición que ha sido criticada por el director general de la Agencia Mundial Antidopaje, David Howman, y el presidente del Comité Olímpico Internacional, Thomas Bach.

## Ediciones

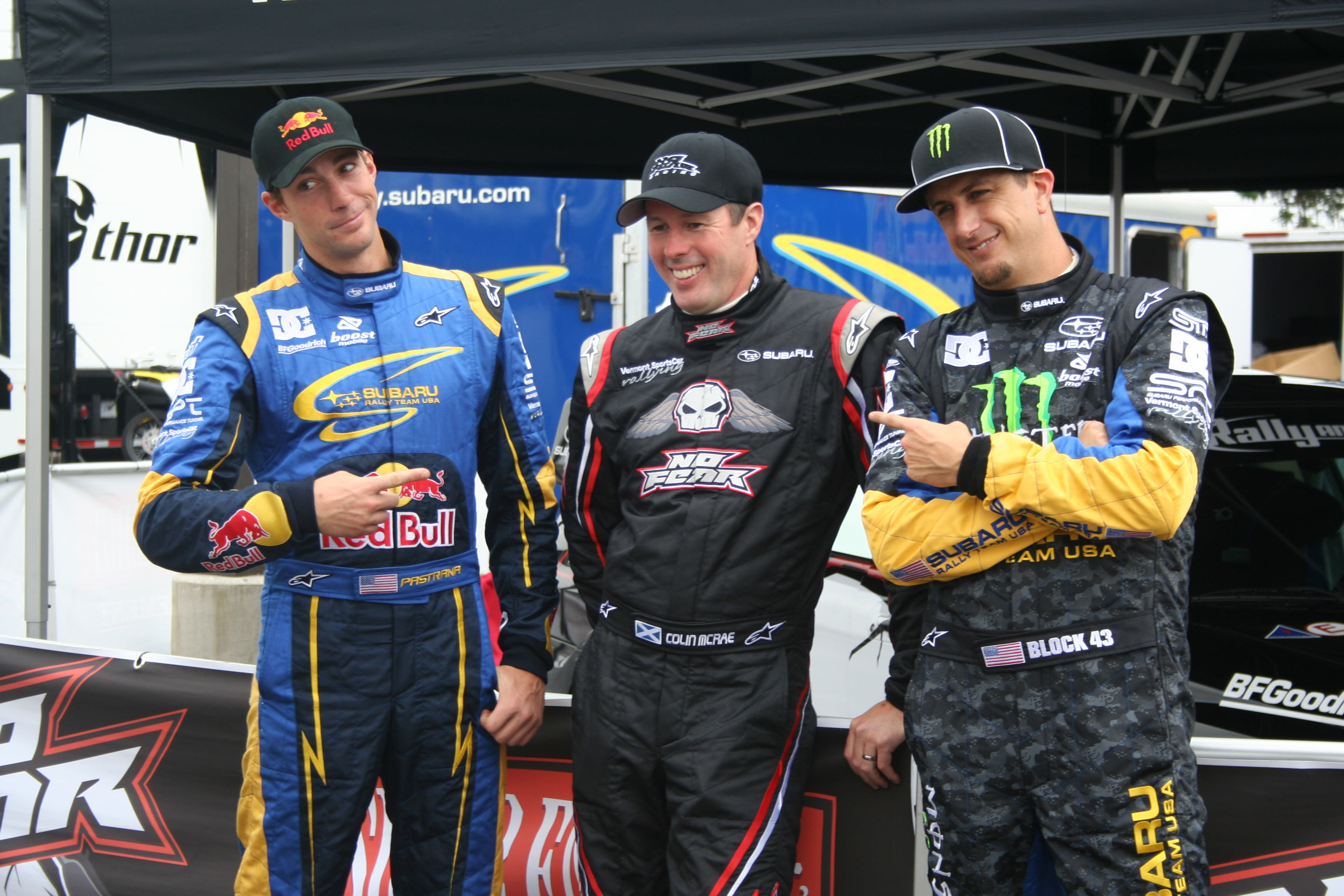
Tres pilotos de rally: Travis Pastrana, Colin McRae y Ken Block en los X Games de 2007.

Los X Games de Verano se realizaron en San Diego en 1995 y 1996, San Francisco en 1999 y 2000, Filadelfia en 2001 y 2002, Los Ángeles entre 2003 y 2012, y Austin a partir de 2014. Los primeros X Games de Invierno se llevaron a cabo en Mountain Resort en Big Bear Lake, California, en 1997. Los próximos dos años, los Juegos se celebraron en Crested Butte Mountain en Colorado. Los dos años siguientes los Juegos se celebraron en Mount Snow, Vermont. Desde el año 2002 los X Games de Invierno se han celebrado en Buttermilk Mountain en Aspen, Colorado.
Los X Games también ha tenido competencias oficiales y exhibición en otros países, entre ellos los X Games de Invierno de Europa en Tignes (Francia) desde 2010 hasta 2013, y ediciones de verano en Foz de Iguazú (Brasil), Barcelona (España) y Múnich (Alemania) en 2013.
Al mismo tiempo que se realiza la competencia, la "X Fest" es un festival que ofrece música en vivo, sesiones de autógrafos de atletas y elementos interactivos.
| #  | Año  | Nombre                           | Ciudad                              | País           |
| -- | ---- | -------------------------------- | ----------------------------------- | -------------- |
| 01 | 1995 | Extreme Games                    | Providence & Newport (Rhode Island) | Estados Unidos |
| 02 | 1996 | X Games II                       | Providence & Newport (Rhode Island) | Estados Unidos |
| 03 | 1997 | X Games III                      | San Diego (California)              | Estados Unidos |
| 04 | 1998 | X Games IV                       | San Diego (California)              | Estados Unidos |
| 05 | 1999 | X Games V                        | San Francisco (California)          | Estados Unidos |
| 06 | 2000 | X Games VI                       | San Francisco (California)          | Estados Unidos |
| 07 | 2001 | X Games VII                      | Filadelfia (Pensilvania)            | Estados Unidos |
| 08 | 2002 | X Games VIII                     | Filadelfia (Pensilvania)            | Estados Unidos |
| 09 | 2003 | X Games IX                       | Los Ángeles (California)            | Estados Unidos |
| 10 | 2004 | X Games X                        | Los Ángeles (California)            | Estados Unidos |
| 11 | 2005 | X Games XI                       | Los Ángeles (California)            | Estados Unidos |
| 12 | 2006 | X Games 12                       | Los Ángeles (California)            | Estados Unidos |
| 13 | 2007 | X Games 13                       | Los Ángeles (California)            | Estados Unidos |
| 14 | 2008 | X Games XIV                      | Los Ángeles (California)            | Estados Unidos |
| 15 | 2009 | X Games 15                       | Los Ángeles (California)            | Estados Unidos |
| 16 | 2010 | X Games 16                       | Los Ángeles (California)            | Estados Unidos |
| 17 | 2011 | X Games 17                       | Los Ángeles (California)            | Estados Unidos |
| 18 | 2012 | X Games 18                       | Los Ángeles (California)            | Estados Unidos |
| 18 | 2013 | X Games Foz do Iguaçu            | Foz do Iguaçu                       | Brasil         |
| 19 | 2013 | X Games Barcelona                | Barcelona                           | España         |
| 20 | 2013 | X Games Munich                   | Múnich                              | Alemania       |
| 21 | 2013 | X Games Los Angeles 2013         | Los Ángeles (California)            | Estados Unidos |
| 22 | 2014 | X Games Austin 2014              | Austin, Texas                       | Estados Unidos |
| 23 | 2015 | X Games Austin 2015              | Austin, Texas                       | Estados Unidos |
| 24 | 2016 | X Games Austin 2016              | Austin, Texas                       | Estados Unidos |
| 25 | 2017 | X Games Minneapolis 2017         | Minneapolis, Minnesota              | Estados Unidos |
| 26 | 2018 | X Games Norway 2018              | Oslo                                | Noruega        |
| 27 | 2018 | X Games Minneapolis 2018         | Minneapolis, Minnesota              | Estados Unidos |
| 28 | 2019 | X Games Minneapolis 2019         | Minneapolis, Minnesota              | Estados Unidos |
| 28 | 2020 | X Games Minneapolis 2020         | Cancelado                           | Cancelado      |
| 29 | 2021 | X Games Southern California 2021 | Sur de California                   | Estados Unidos |
| 30 | 2022 | X Games Chiba 2022               | Chiba                               | Japón          |
| 31 | 2022 | X Games Southern California 2022 | Sur de California                   | Estados Unidos |
| 32 | 2023 | X Games Chiba 2023               | Chiba                               | Japón          |
| 33 | 2023 | X Games California 2023          | California                          | Estados Unidos |

| #  | Año  | Nombre                | Ciudad                     | País           |
| -- | ---- | --------------------- | -------------------------- | -------------- |
| 01 | 1997 | Winter X Games I      | Big Bear Lake (California) | Estados Unidos |
| 02 | 1998 | Winter X Games II     | Crested Butte (Colorado)   | Estados Unidos |
| 03 | 1999 | Winter X Games III    | Crested Butte (Colorado)   | Estados Unidos |
| 04 | 2000 | Winter X Games IV     | Vermont (Washington D. C.) | Estados Unidos |
| 05 | 2001 | Winter X Games V      | Vermont (Washington D. C.) | Estados Unidos |
| 06 | 2002 | Winter X Games VI     | Aspen, Colorado            | Estados Unidos |
| 07 | 2003 | Winter X Games VII    | Aspen, Colorado            | Estados Unidos |
| 08 | 2004 | Winter X Games VIII   | Aspen, Colorado            | Estados Unidos |
| 09 | 2005 | Winter X Games IX     | Aspen, Colorado            | Estados Unidos |
| 10 | 2006 | Winter X Games X      | Aspen, Colorado            | Estados Unidos |
| 11 | 2007 | Winter X Games XI     | Aspen, Colorado            | Estados Unidos |
| 12 | 2008 | Winter X Games XII    | Aspen, Colorado            | Estados Unidos |
| 13 | 2009 | Winter X Games XIII   | Aspen, Colorado            | Estados Unidos |
| 14 | 2010 | Winter X Games XIV    | Aspen, Colorado            | Estados Unidos |
| 15 | 2011 | Winter X Games 15     | Aspen, Colorado            | Estados Unidos |
| 16 | 2012 | Winter X Games 16     | Aspen, Colorado            | Estados Unidos |
| 17 | 2013 | Winter X Games 17     | Aspen, Colorado            | Estados Unidos |
| 18 | 2013 | X Games Tignes        | Tignes                     | Francia        |
| 18 | 2014 | Winter X Games 18     | Aspen, Colorado            | Estados Unidos |
| 19 | 2015 | Winter X Games 19     | Aspen, Colorado            | Estados Unidos |
| 20 | 2016 | X Games Oslo          | Oslo                       | Noruega        |
| 21 | 2016 | Winter X Games 20     | Aspen, Colorado            | Estados Unidos |
| 22 | 2017 | Winter X Games 21     | Aspen, Colorado            | Estados Unidos |
| 23 | 2018 | Winter X Games 22     | Aspen, Colorado            | Estados Unidos |
| 24 | 2019 | Winter X Games 23     | Aspen, Colorado            | Estados Unidos |
| 25 | 2020 | Winter X Games 24     | Aspen, Colorado            | Estados Unidos |
| 26 | 2020 | Winter X Games Norway | Hafjell                    | Noruega        |
| 27 | 2020 | X Games Chongli 2020  | Cancelado                  | Cancelado      |
| 28 | 2021 | Winter X Games 25     | Aspen, Colorado            | Estados Unidos |
| 29 | 2022 | Winter X Games 26     | Aspen, Colorado            | Estados Unidos |
| 30 | 2023 | Winter X Games 27     | Aspen, Colorado            | Estados Unidos |

## Disciplinas
Hay dos versiones de los X Games: de verano (surf, skate, scootering, roller, BMX, rally, motociclismo) y de invierno (snowboard, esquí, snocross). Los X Games de invierno se llevan a cabo en enero o febrero, y los X Games de verano se suelen celebrar en agosto. Los X Games de Oslo 2016 contará con pruebas de invierno y verano.
Referencias (2016-2023):

### Skate
| Edición            | Vert individual                               | Vert dobles       | Mejor truco vert  | Big Air        | Park                                    | Park                                                         | Mejor truco street                 |
| ------------------ | --------------------------------------------- | ----------------- | ----------------- | -------------- | --------------------------------------- | ------------------------------------------------------------ | ---------------------------------- |
| 1995               | Tony Hawk                                     | -                 | -                 | -              | Chris Senn                              | Chris Senn                                                   | -                                  |
| 1996               | Andy Macdonald                                | -                 | -                 | -              | Rodil de Araujo Jr.                     | Rodil de Araujo Jr.                                          | -                                  |
| 1997               | Tony Hawk                                     | Hawk / Macdonald  | -                 | -              | Chris Senn                              | Chris Senn                                                   | -                                  |
| 1998               | Andy Macdonald                                | Hawk / Macdonald  | -                 | -              | Rodil de Araujo Jr.                     | Rodil de Araujo Jr.                                          | -                                  |
| 1999               | Bucky Lasek                                   | Hawk / Macdonald  | Tony Hawk         | -              | Chris Senn                              | Chris Senn                                                   | -                                  |
| 2000               | Bucky Lasek                                   | Hawk / Macdonald  | Bob Burnquist     | -              | Eric Koston                             | Eric Koston                                                  | -                                  |
| Edición            | Vert individual                               | Vert dobles       | Mejor truco vert  | Big Air        | Street                                  | Park                                                         | Mejor truco street                 |
| 2001               | Bob Burnquist                                 | Hawk / Macdonald  | Matt Dove         | -              | Kerry Getz                              | Kerry Getz                                                   | Kerry Getz                         |
| 2002               | Pierre-Luc Gagnon                             | Hawk / Macdonald  | Pierre-Luc Gagnon | -              | Rodil de Araujo Jr.                     | Rodil de Araujo Jr.                                          | Rodil de Araujo Jr.                |
| 2003               | Bucky Lasek (m) Cara-Beth Burnside (f)        | Lasek / Burnquist | Tony Hawk         | -              | Eric Koston                             | Ryan Sheckler (m) Vanessa Torres (f)                         | Chad Muska                         |
| 2004               | Bucky Lasek (m) Lyn-z Adams Hawkins (f)       | -                 | Sandro Dias       | Danny Way      | Paul Rodríguez (m) Elissa Steamer (f)   | -                                                            | -                                  |
| 2005               | Pierre-Luc Gagnon (m) Cara-Beth Burnside (f)  | -                 | Bob Burnquist     | Danny Way      | Paul Rodríguez (m) Elissa Steamer (f)   | -                                                            | -                                  |
| 2006               | Sandro Dias (m) Cara-Beth Burnside (f)        | -                 | Bucky Lasek       | Danny Way      | Chris Cole (m) Elissa Steamer (f)       | -                                                            | -                                  |
| 2007               | Shaun White (m) Lyn-z Adams Hawkins (f)       | -                 | Chris Cole        | Bob Burnquist  | Chris Cole (m) Marisa Dal Santo (f)     | -                                                            | Chris Cole                         |
| 2008               | Pierre-Luc Gagnon (m) Karen Jones (f)         | -                 | -                 | Bob Burnquist  | Ryan Sheckler Elissa Steamer (f)        | Rune Glifberg                                                | -                                  |
| 2009               | Pierre-Luc Gagnon (m) Lyn-z Adams Hawkins (f) | -                 | -                 | Jake Brown     | Paul Rodríguez (m) Marisa Dal Santo (f) | Rune Glifberg                                                | -                                  |
| 2010               | Pierre-Luc Gagnon (m) Gaby Ponce (f)          | -                 | Pierre-Luc Gagnon | Jake Brown     | Ryan Sheckler (m) Alexis Sablone (f)    | Pedro Barros                                                 | -                                  |
| 2011               | Shaun White                                   | -                 | -                 | Bob Burnquist  | Nyjah Huston (m) Marisa Dal Santo (f)   | Raven Tershy                                                 | -                                  |
| 2012               | Pierre-Luc Gagnon                             | -                 | -                 | Bob Burnquist  | Pedro Barros (m) Alexis Sablone (f)     | Paul Rodríguez                                               | -                                  |
| Foz de Iguazú 2013 | Bucky Lasek                                   | -                 | -                 | Bob Burnquist  | Nyjah Huston (m) Leticia Bufoni (f)     | Pedro Barros                                                 | -                                  |
| Barcelona 2013     | Bucky Lasek                                   | -                 | -                 | Bob Burnquist  | Nyjah Huston (m)                        | Pedro Barros (m) Lizzie Armanto (f)                          | -                                  |
| Múnich 2013        | Bucky Lasek                                   | -                 | -                 | Bob Burnquist  | Chris Cole (m)                          | Curren Caples                                                | -                                  |
| Los Ángeles 2013   | Bucky Lasek                                   | -                 | -                 | Elliot Sloan   | Nyjah Huston (m) Leticia Bufoni (f)     | -                                                            | -                                  |
| 2014               | Jimmy Wilkins                                 | -                 | -                 | Tom Schaar     | Nyjah Huston (m) Leo Baker (f)          | Pedro Barros                                                 | -                                  |
| Edición            | Vert individual                               | Vert dobles       | Mejor truco vert  | Big Air        | Street                                  | Park                                                         | Mejor truco street                 |
| 2015               | Pierre-Luc Gagnon                             | -                 | -                 | Bob Burnquist  | Nyjah Huston (m) Alexis Sablone (f)     | Curren Caples                                                | -                                  |
| 2016               | Sam Beckett                                   | -                 | -                 |                | Ryan Decenzo (m) Pamela Rosa (f)        | Pedro Barros (m) Kisa Nakamura (f)                           | -                                  |
| 2017               | Moto Shibata                                  | -                 | -                 | Elliot Sloan   | Kelvin Hoefler (m) Aori Nishimura (f)   | Alex Sorgente (m) Brighton Zeuner (f)                        | -                                  |
| 2018               | Jimmy Wilkins                                 | -                 | -                 | Mitchie Brusco | Nyjah Huston (m) Mariah Duran (f)       | Alex Sorgente (m) Brighton Zeuner (f)                        | -                                  |
| 2019               | Jimmy Wilkins                                 | -                 | -                 | Elliot Sloan   | Yuto Horigome (m) Aori Nishimura (f)    | Ivan Federico (m) Misugu Okamoto (f)                         | Nyjah Huston                       |
| 2021               | Jimmy Wilkins                                 | -                 | Gui Khury         | -              | Dashawn Jordan (m) Leticia Bufoni (f)   | Liam Pace (m) Sky Brown (f)                                  | Jamie Foy                          |
| Chiba 2022         | Jimmy Wilkins                                 | -                 | Mitchie Brusco    | -              | Yuto Horigome (m) Rayssa Leal (f)       | Jagger Eaton (m) Sakura Yosozumi (f)                         | -                                  |
| California 2022    | Jimmy Wilkins                                 | -                 | Elliot Sloan      | -              | Shane O'Neill (m) Momiji Nishiya (f)    | Kieran Woolley (m) Sky Brown (f) Edouard Damestoy (MegaPark) | -                                  |
| Chiba 2023         | Edouard Damestoy                              | -                 | Elliot Sloan      | -              | Ginwoo Onodera (m) Rayssa Leal (f)      | Keegan Palmer (m) Cocona Hiraki (f)                          | -                                  |
| California 2023    | Jimmy Wilkins (m) Arisa Trew (f)              | -                 | Gui Khury         | -              | Yuto Horigome (m) Chloe Covell (f)      | Jagger Eaton (m) Arisa Trew (f) Edouard Damestoy (MegaPark)  | Yuto Horigome (m) Mariah Duran (f) |

### BMX
En las distintas modalidades del BMX, los competidores deben realizar trucos, tras lo cual se los puntúa en una escala de 100. 
| Edición            | Vert           | Mejor truco vert | Park            | Flatland           | Downhill         | Dirt                                             |
| ------------------ | -------------- | ---------------- | --------------- | ------------------ | ---------------- | ------------------------------------------------ |
| 1995               | Matt Hoffman   | -                | -               | -                  | -                | Jay Miron                                        |
| 1996               | Matt Hoffman   | -                | Dave Mirra      | -                  | -                | Joey Garcia                                      |
| 1997               | Dave Mirra     | -                | Dave Mirra      | Trevor Meyer       | -                | T. J. Lavin                                      |
| 1998               | Dave Mirra     | -                | Dave Mirra      | Trevor Meyer       | -                | Brian Foste                                      |
| 1999               | Dave Mirra     | -                | Dave Mirra      | Trevor Meyer       | -                | T. J. Lavin                                      |
| 2000               | Jamie Bestwick | -                | Dave Mirra      | Martti Kuoppa      | -                | Ryan Nyquist                                     |
| 2001               | Dave Mirra     | -                | Bruce Crisman   | Martti Kuoppa      | Brandon Meadows  | Stephen Murray                                   |
| 2002               | Dave Mirra     | -                | Ryan Nyquist    | Martti Kuoppa      | Robbie Miranda   | Allan Cooke                                      |
| 2003               | Jamie Bestwick | -                | Ryan Nyquist    | -                  | Simon O’Brien    | Ryan Nyquist                                     |
| 2004               | Dave Mirra     | -                | Dave Mirra      | -                  | -                | Corey Bohan                                      |
| Edición            | Vert           | Mejor truco vert | Park            | Big Air            | Street           | Dirt                                             |
| 2005               | Jamie Bestwick | Jamie Bestwick   | Dave Mirra      | -                  | -                | Corey Bohan                                      |
| 2006               | Chad Kagy      | Kevin Robinson   | Scotty Cranmer  | Kevin Robinson     | -                | Corey Bohan                                      |
| 2007               | Jamie Bestwick | -                | Daniel Dhers    | Kevin Robinson     | -                | -                                                |
| 2008               | Jamie Bestwick | -                | Daniel Dhers    | -                  | -                |                                                  |
| 2009               | Jamie Bestwick | -                | Gary Young      | Kevin Robinson     | Garrett Reynolds | -                                                |
| 2010               | Jamie Bestwick | -                | Daniel Dhers    | Chad Kagy          | Garrett Reynolds | -                                                |
| 2011               | Jamie Bestwick | -                | Daniel Dhers    | Steve McCann       | Garrett Reynolds | -                                                |
| 2012               | Jamie Bestwick | -                | Scotty Cranmer  | Steve McCann       | Garrett Reynolds | -                                                |
| Foz de Iguazú 2013 | Jamie Bestwick | -                | Kyle Baldock    | Zack Warden        | -                | Kyle Baldock                                     |
| Barcelona 2013     | Jamie Bestwick | -                | Gary Young      | Zack Warden        | Garrett Reynolds | -                                                |
| Múnich 2013        |                | -                | Daniel Dhers    | Chad Kagy          | -                | -                                                |
| Los Ángeles 2013   | -              | -                | -               | Morgan Wade        | Chad Kerley      | -                                                |
| 2014               | Jamie Bestwick | -                | -               | Colton Satterfield | Garrett Reynolds | Kyle Baldock                                     |
| 2015               | Vince Byron    | -                | Daniel Sandoval | Colton Satterfield | -                | Kyle Baldock                                     |
| Edición            | Vert           | Mejor truco Park | Park            | Big Air            | Street           | Dirt                                             |
| 2016               | Jamie Bestwick | Kyle Baldock     | Dennis Enarson  | -                  | Garrett Reynolds | Kevin Peraza                                     |
| 2017               | Vince Byron    | Kyle Baldock     | Kevin Peraza    | James Foster       | Garrett Reynolds | Colton Walker                                    |
| 2018               | Vince Byron    | Alex Hiam        | Logan Martin    | James Foster       | Chad Kerley      | Brandon Loupos                                   |
| 2019               | Vince Byron    | Mike Varga       | Logan Martin    | Ryan Williams      | Garrett Reynolds | Logan Martin                                     |
| 2021               | -              | Mike Varga       | Kevin Peraza    | -                  | Garrett Reynolds | Pat Casey (sesión) Andy Buckworth (mejor truco)  |
| Edición            | MegaPark       | Mejor truco Park | Park            | Flatland           | Street           | Dirt                                             |
| Chiba 2022         | -              | -                | Logan Martin    | Kio Hayakawa       | Lewis Mills      | -                                                |
| California 2022    | Ryan Williams  | Mike Varga       | Logan Martin    | -                  | Garrett Reynolds | Dawid Godziek                                    |
| Chiba 2023         | -              | Ryan Williams    | Daniel Sandoval | Yu Katagiri        | Boyd Hilder      | -                                                |
| California 2023    | Ryan Williams  | Kevin Peraza     | Jose Torres     | -                  | Kevin Peraza     | Brady Baker (sesión) Ryan Williams (mejor truco) |

### Motociclismo
El motociclismo freestyle consiste en realizar trucos sobre motocicletas en rampas de tierra (o nieve en los X Games de Invierno). El Step Up es una competencia de salto alto, donde los competidores deben cruzar por encima de una barra luego de tomar un salto.
El supercross, el supermoto, el Flat Track y el Hooligan son carreras de velocidad, donde la primera contiene múltiples saltos y horquillas, las segunda posee secciones sinuosas en asfalto y saltos más amplios, y las dos restantes se realizan en óvalos.
El Speed & Style combina velocidad y estilo libre: los competidores completan un recorrido a toda velocidad mientras realizan trucos en los saltos, y el puntaje les significa descuento en los tiempos.
| Edición            | Freestyle       | Big Air           | Mejor truco     | Freestyle invierno | Speed & Style   | Step Up                        | Supercross                          | Supermoto                              |
| ------------------ | --------------- | ----------------- | --------------- | ------------------ | --------------- | ------------------------------ | ----------------------------------- | -------------------------------------- |
| 1999               | Travis Pastrana | -                 | -               | -                  | -               | -                              | -                                   | -                                      |
| 2000               | Travis Pastrana | -                 | -               | -                  | -               | Tommy Clowers                  | -                                   | -                                      |
| 2001               | Travis Pastrana | Kenny Bartman     |                 | Mike Jones         | -               | Tommy Clowers                  | -                                   | -                                      |
| 2002               | Mike Metzger    | Mike Metzger      |                 | Brian Deegan       | -               | Tommy Clowers                  | -                                   | -                                      |
| 2003               | Travis Pastrana | Travis Pastrana   | Brian Deegan    | -                  | -               | Matt Buyten                    | -                                   | -                                      |
| 2004               | -               | Nate Adams        | -               |                    | -               | Jeremy McGrath                 | -                                   | Ben Bostrom                            |
| 2005               | Travis Pastrana |                   |                 | Brian Deegan       | -               | Tommy Clowers                  | -                                   | Doug Henry                             |
| 2006               | Travis Pastrana | -                 | Travis Pastrana | -                  | -               | Matt Buyten                    | -                                   | Jeff Ward                              |
| 2007               | Adam Jones      | -                 | Kyle Loza       | -                  | -               | Ronnie Renner                  | Ricky Carmichael                    | Mark Burkhart                          |
| 2008               | Jeremy Lusk     | -                 | Kyle Loza       | -                  | Kevin Johnson   | Ricky Carmichael               | Josh Hansen (m) Tarah Gieger (f)    | Jeff Ward                              |
| 2009               | Blake Williams  | -                 | Kyle Loza       | -                  |                 | Ricky Carmichael Ronnie Renner | Josh Hansen (m) Ashley Fiolek (f)   | Ivan Lazzarini                         |
| Edición            | Freestyle       | Mejor coletazo    | Mejor truco     | Freestyle invierno | Speed & Style   | Step Up                        | Supercross                          | Enduro                                 |
| 2010               | Travis Pastrana | Todd Potter       | Cam Sinclair    | -                  | Travis Pastrana | Matt Buyten                    | Josh Grant (m) Ashley Fiolek (f)    | -                                      |
| 2011               | Nate Adams      | Jeremy Stenberg   | Jackson Strong  | -                  | Nate Adams      | Matt Buyten                    | Vicki Golden (f)                    | Taddy Blazusiak (m) Maria Forsberg (f) |
| 2012               | Taka Higashino  | Jeremy Stenberg   | Jackson Strong  | -                  | Mike Mason      | Ronnie Renner                  | Vicki Golden (f)                    | Mike Brown (m) Maria Forsberg (f)      |
| Foz de Iguazú 2013 | Taka Higashino  | Jeremy Stenberg   | -               | -                  | Lance Coury     | Bryce Hudson                   | -                                   | Taddy Blazusiak (m) Laia Sanz (f)      |
| Barcelona 2013     | Cancelado       | Edgar Torronteras | -               | -                  | Mike Mason      | Ronnie Renner                  | -                                   | Mike Brown (m) Laia Sanz (f)           |
| Múnich 2013        | Cancelado       | Jeremy Stenberg   | -               | -                  | Mike Mason      | Libor Podmol                   | -                                   | Taylor Robert (m) Maria Forsberg (f)   |
| Los Ángeles 2013   | Taka Higashino  | Josh Hansen       | -               | -                  | Nate Adams      | Ronnie Renner                  | Justin Brayton (m) Vicki Golden (f) | Taddy Blazusiak (m) Laia Sanz (f)      |
| Edición            | Freestyle       | Mejor coletazo    | Mejor truco     | Quarter Pipe       | Speed & Style   | Step Up                        | Flat Track                          | Enduro                                 |
| 2014               | -               | Tom Parsons       | -               | -                  | Mike Mason      | Ronnie Renner                  | -                                   | Taddy Blazusiak (m) Kacey Martínez (f) |
| 2015               | -               | Jarryd McNeil     | -               | Thomas Pagès       | Nate Adams      | Ronnie Renner                  | Bryan Smith                         | Mike Brown (m) Laia Sanz (f)           |
| 2016               | Josh Sheehan    | Jarryd McNeil     | Jackson Strong  | Thomas Pagès       | -               | Jarryd McNeil                  | Jared Mees                          | -                                      |
| 2017               | Levi Sherwood   | Destin Cantrell   | Levi Sherwood   | Colby Raha         | -               | Jarryd McNeil                  | Sammy Halbert                       | -                                      |
| Edición            | Freestyle       | Mejor coletazo    | Mejor truco     | Quarter Pipe       | 110s            | Step Up                        | Flat Track                          | Hooligan                               |
| 2018               | Thomas Pagès    | Jarryd McNeil     | Jackson Strong  | Axell Hodges       | -               | Jarryd McNeil                  | Jared Mees                          | Daniel Mischler                        |
| Mineápolis 2019    | Rob Adelberg    | Tyler Bereman     | David Rinaldo   | Corey Creed        | -               | Jarryd McNeil                  | -                                   | Daniel Mischler                        |
| Oslo 2019          | -               | Jarryd McNeil     | Jackson Strong  | Corey Creed        | -               | -                              | -                                   | -                                      |
| 2021               | Luc Ackermann   | Tom Parsons       | Rob Adelberg    | Colby Raha         | Axell Hodges    | -                              | -                                   | -                                      |
| Chiba 2023         | -               | Tom Parsons       | -               | -                  | -               | -                              | -                                   | -                                      |
| California 2022    | Rob Adelberg    | Julien Vanstippen | Rob Adelberg    | Colby Raha         | Axell Hodges    | -                              | -                                   | -                                      |
| Chiba 2023         | -               | -                 | Jackson Strong  | -                  | -               | -                              | -                                   | -                                      |
| California 2023    | -               | Tyler Bereman     | David Rinaldo   | Colby Raha         | -               | -                              | -                                   | -                                      |

### Automovilismo
Los X Games incorporaron el automovilismo en 2006 en la modalidad de rally, con un formato de varias etapas en tramos de tierra, y una etapa súper especial de estadio, en ambos casos con largada individual. Los tramos se eliminaron al año siguiente, para competir únicamente en un circuito espejo en estadio, con dos automóviles enfrentándose a eliminación directa.
En 2010 se agregó una carrera de rallycross, con grupos de automóviles compartiendo espacio en un circuito. La edición 2011 fue la última de rally, donde además las parejas compartían el circuito. La prueba de rallycross sigue con el formato inalterado. En los X Games Los Ángeles 2013 se agregó además una prueba Gymkhana, similar al formato de rally usado entre 2007 y 2010, pero con un circuito mucho más trabado y propicio para derrapes. En los X Games 2014 hubo carreras de rallycross y pickups.
| Edición            | Rally           | Rallycross       | Gymkhana      |
| ------------------ | --------------- | ---------------- | ------------- |
| 2006               | Travis Pastrana |                  | -             |
| 2007               | Tanner Foust    |                  | -             |
| 2008               | Travis Pastrana |                  | -             |
| 2009               | Kenny Bräck     |                  | -             |
| 2010               | Tanner Foust    | Tanner Foust     | -             |
| 2011               | Liam Doran      | Brian Deegan     | -             |
| 2012               | -               | Sébastien Loeb   | -             |
| Foz de Iguazú 2013 | -               | Scott Speed      |               |
| Múnich 2013        | -               | Liam Doran       |               |
| Múnich 2013        | -               | Toomas Heikkinen |               |
| Los Ángeles 2013   | -               | Toomas Heikkinen | Tanner Foust  |
| Edición            |                 | Rallycross       | Super Trucks  |
| 2014               | -               | Scott Speed      | Apdaly López  |
| 2015               | -               | Scott Speed      | Sheldon Creed |

## Competidores
En los X Games han participado grandes deportistas como Colin McRae, Tony Hawk, Bucky Lasek, Mat Hoffman, Shaun White, Dave Mirra, Jamie Bestwick, Travis Pastrana, Ken Block, Tanner Foust y Sébastien Loeb.
El competidor más joven de todos los tiempos en los X Games es Jagger Eaton, quien tenía 11 años cuando debutó en la competición en modalidad de Skate Big Air en los X Games Los Ángeles 2012.
Sheckler se convirtió en el ganador de una medalla de oro más joven de los X Games a la edad de 13 años en Skateboard Park en los primeros X Games celebrados en L.A. en 2003.
En la competición a menudo se cuenta con nuevos trucos: como el 900 en monopatín de Tony Hawk, Anthony Napolitan con el primer doble Frontflip en bicicleta, doble backflip de Travis Pastrana en Freestyle Motocross, doble backflip Levi Lavallee en Freestyle snowcross y Torstein Horgmo aterrizó con el primer triple cork en una competición de snowboard o Jackson Strong quien aterrizó el Frontflip por primera vez en X Games.
| Deportista          | Disciplina                 | Oros | Medallas |
| ------------------- | -------------------------- | ---- | -------- |
| Shaun White         | Snowboard Skate            | 15   | 23       |
| Bob Burnquist       | Skate                      | 11   | 26       |
| Dave Mirra          | BMX                        | 14   | 24       |
| Jamie Bestwick      | BMX                        | 12   | 14       |
| Travis Pastrana     | Motociclismo Automovilismo | 11   | 16       |
| Tony Hawk           | Skate                      | 10   | 16       |
| Pierre-Luc Gagnon   | Skate                      | 8    | 19       |
| Tucker Hibbert      | Motonieve                  | 8    | 11       |
| Lindsey Jacobellis  | Snowboard                  | 8    | 10       |
| Kelly Clark         | Snowboard                  | 7    | 12       |
| Tanner Hall         | Esquí                      | 7    | 11       |
| Levi LaVallee       | Motonieve                  | 7    | 10       |
| Nate Holland        | Motonieve                  | 7    | 9        |
| Garrett Reynolds    | BMX                        | 7    | 8        |
| Bucky Lasek         | Skate Automovilismo        | 6    | 14       |
| Pedro Barros        | Skate                      | 6    | 9        |
| Danny Way           | Skate                      | 5    | 6        |
| Rodil de Araujo     | Skate                      | 5    | 6        |
| Ronnie Renner       | Motociclismo               | 5    | 11       |
| Nyjah Huston        | Skate                      | 5    | 8        |
| Daniel Dhers        | BMX                        | 5    | 6        |
| Danny Way           | Skate                      | 5    | 6        |
| Nate Adams          | Motociclismo               | 4    | 16       |
| Andy Macdonald      | Skate                      | 4    | 16       |
| Chad Kagy           | BMX                        | 4    | 14       |
| Tommy Clowers       | Motociclismo               | 4    | 9        |
| Kevin Robinson      | BMX                        | 4    | 9        |
| Jamie Anderson      | Snowboard                  | 4    | 9        |
| Paul Rodríguez      | Skate                      | 4    | 8        |
| Elissa Steamer      | Skate                      | 4    | 6        |
| Chris Cole          | Skate                      | 4    | 6        |
| Ophélie David       | Esquí                      | 4    | 6        |
| Gretchen Bleiler    | Snowboard                  | 4    | 5        |
| Taddy Blazusiak     | Motociclismo               | 4    | 5        |
| Brian Deegan        | Motociclismo Automovilismo | 3    | 14       |
| Matt Buyten         | Motociclismo               | 3    | 11       |
| Simon Dumont        | Esquí                      | 3    | 10       |
| Cara-Beth Burnside  | Skate                      | 3    | 7        |
| Marisa Dal Santo    | Skate                      | 3    | 7        |
| Tanner Foust        | Automovilismo              | 3    | 7        |
| Mike Mason          | Motociclismo               | 3    | 7        |
| Lyn-z Adams Hawkins | Skate                      | 3    | 6        |
| Ryan Sheckler       | Skate                      | 3    | 6        |
| Maria Forsberg      | Motociclismo               | 3    | 6        |
| Andreas Wiig        | Snowboard                  | 3    | 6        |
| Ryan Nyquist        | BMX                        | 2    | 13       |
| Heath Frisby        | Motonieve                  | 2    | 9        |
| Jon Olsson          | Esquí                      | 2    | 11       |

## Dopaje
En los X Games nunca se han realizado pruebas antidopaje, lo que ha sido criticado por la Agencia Mundial Antidopaje y el Comité Olímpico Internacional.